# Uma (djur)
Uma är ett släkte av ödlor som ingår i familjen Phrynosomatidae.
Arter enligt Catalogue of Life:
- Uma exsul
- Uma inornata
- Uma notata
- Uma paraphygas
- Uma scoparia

The Reptile Database listar ytterligare en art i släktet.
- Uma rufopunctata